# Scalable Vector Graphics
Scalable Vector Graphics (SVG) (expresie engleză cu traducerea "grafică vectorială proporționabilă") este un limbaj pentru descrierea de imagini 2D folosind XML. Este un standard al organizației W3C a cărui proiectare a început în anul 1999. Permite definirea imaginilor prin 3 metode: text, grafică vectorială și "bitmap-uri" (fișiere în formatul BMP).
Deși există aplicații specializate pentru crearea și editarea de SVG-uri, în acest scop poate fi folosit orice editor text. Vizualizarea unei imagini SVG poate fi realizată cu orice browser modern.

## Detalii tehnice
În momentul de față SVG-ul are mai multe profile pentru a se adapta mai bine la diferite constrângeri. Astfel, profilele "SVG Tiny" și "SVG Basic" au fost create special pentru dispozitivele mobile cu resurse limitate. În același timp, profilul "SVG Print" este destinat mediilor de printare a documentelor.
Pentru animarea unei imagini SVG organizația W3C recomandă standardul "SMIL". Pe lângă recomandarea oficială mai există și alte soluții, precum ar fi "ECMAScript".

## Elemente componente
Principalele elemente din componența unui fișier SVG sunt:
- Paths. "Căile" pot fi folosite pentru descrierea conturului unei forme. Conturul poate rămâne gol sau poate fi umplut. Căile pot fi folsite și pentru a specifica zonele de decupare;
- Forme de bază. Specificația SVG oferă posibilitatea folosirii următoarelor forme de bază: dreptunghi, cerc, elipsă, linii și poligoane. Acestea pot fi construite și cu ajutorul căilor care au același contur;
- Text. Pentru a specifica textul ce apare într-o imagine trebuie folosite elemente de tipul text;
- Painting. Se referă la posibilitatea de a umple formele specificate în SVG. Pentru aceasta poate fi folosită o singură culoare, o culoare cu transparență, un gradient sau un model;
- Culoare. Propietatea culoare este folsită pentru specificare culorii;
- Gradient și model. Folosite pentru colorarea formelor specificate;
- Decupare, mascare. În SVG pot fi folosite zone de decupare sau de mascare;
- Filtre. Filtrele descriu diferite efecte aplicate imaginilor;
- Interactivitate. O imagine SVG are posibilitaea de a interacționa cu utilizatorul. Astfel, la apăsarea unui buton sau la folosirea mausului pot fi pornite diferite scripturi;
- Linkuri. Un document poate conține legături către alte pagini sau elemente din web;
- Scripting. Într-un SVG pot fi definite scripturi cu diverse funcții;
- Animații. Pentru un SVG pot fi specificate diverse tipuri de animații;
- Font. Nu este necesar ca utilizatorul final să aibă deja instalate diferitele seturi de caractere ("fonturi") folosite. Fonturile pot fi incluse în imagine; prin aceasta ele pot fi randate la fel în orice situație;
- Metadata. Pentru intregrarea mai bună webul semantic oferă și opțiunea specificării de metadata (acestea sunt datele care descriu datele propriu-zise).